# 各務恵理菜
各務 恵理菜（かくむ えりな、1984年5月9日 -）は、日本の研究者。かつては松竹芸能に所属し、タレント活動も行っていた。兵庫県神戸市出身。

## 沿革
- 京都女子大学在学中に、ミス京都女子大学2007ミスグランプリに輝く。その後ミスコンの関西大会にあたる、ミスキャンパスKANSAI2007グランプリでも受賞[1]。Miss of Miss Campus Queen Contest 2007本選に出場する[2][3]。ミスキャンパスを受賞するまではタレント志望では全くなかったが、受賞をきっかけに松竹芸能でタレント活動を開始[4]。

- 2008年3月、京都女子大学家政学部食物栄養学科卒業[2]。
- 2008年4月、奈良女子大学大学院人間文化研究科食物栄養専攻博士前期課程入学[5]。
- 2010年3月、奈良女子大学大学院人間文化研究科食物栄養専攻博士前期課程修了[6]。
- 2010年7月、松竹芸能を退社し、タレント活動を終了する[7]。
- 2016年12月、第39回日本分子生物学会年会でポスター優秀賞を受賞[8]。
- 2017年3月、神戸大学大学院理学研究科生物学専攻博士後期課程修了[9]。博士（理学）取得[10]。
- 2017年4月から2020年3月まで、女子栄養大学栄養学部で助手を務めていた[11]。
- 2020年4月から2022年3月まで、株式会社おいしい健康 研究開発チーム所属[12]。

## エピソード
- 趣味はダイビングである。
- フードコーディネーター、管理栄養士の資格の他、家庭科教員の免許、栄養教諭免許も持つ。
- 大学院では、紫外線によるDNA損傷応答にかかわる研究を行っていた[13]。

## 出演

### テレビ
- ノッテ・フェリーチェ〜楽しい夜のショッピング〜 (関西テレビ)
- 8時です! 生放送!! 月曜日です!（ジェイコムウエスト） － リポーター
- まいどわいどわが街ねっとわーく（ジェイコムウエスト） － リポーター

### ラジオ
- ワタナベマキのKitchen Talk（2021年7月 - 9月、InterFM897）[14]

### イベント
- 学生団体JOINT LIVE「生きざまっ祭り!!」（2008年9月26日、京都大学西部講堂） - MCとして出演[15]